# Władca Pierścieni: Podbój
Władca Pierścieni: Podbój (ang. The Lord of the Rings: Conquest) – gra akcji stworzona przez Pandemic Studios i wydana przez Electronic Arts w styczniu 2009 roku.

## Rozgrywka
Dostępne są dwie kampanie: Wojna o pierścień (gracz wciela się w siły dobra) oraz Narodziny Potęgi Saurona (siły zła). Aby móc zagrać w kampanię zła, trzeba najpierw ukończyć Wojnę o pierścień. Można również rozegrać Szybką bitwę. W tym ostatnim przypadku gracz może wybrać mapę oraz klasę.

## Fabuła
Fabuła gry oparta jest w większym stopniu na trylogii filmowej w reżyserii Petera Jacksona, aniżeli na książce J.R.R. Tolkiena.

### Trening
Ma za zadanie zaznajomić gracza z tajnikami sterowania postaciami różnych klas. Bitwę treningową stanowi pojedynek pomiędzy Ostatnim Sojuszem Ludzi i Elfów oraz będącą u szczytu potęgi armią Saurona, który miał miejsce na długo przed wydarzeniami z Władcy Pierścieni.

### Wojna o pierścień
Pierwszą misją w Wojnie o pierścień jest obrona Helmowego Jaru. Gracz musi powstrzymać Uruk-hai przed zniszczeniem muru, a następnie bronić głównej bramy. Po wyparciu nieprzyjaciół z warowni należy utrzymać pozycje do czasu przybycia z odsieczą Rohirrimów.
Drugą misją jest marsz Entów na Isengard. Pierwszym celem jest zajęcie warsztatów Uruk-hai. Następnie należy zabić Grímę i zabrać mu klucz od Orthanku. Po zniszczeniu wież wartowniczych i zajęciu terenów przy wejściu do Orthanku, gracz musi stoczyć pojedynek z Sarumanem, który jest zwieńczeniem poziomu.
Kolejnym zadaniem jest zajęcie kopalni Morii, które od lat pozostają pod kontrolą orków. Po spotkaniu z Gimlim przy grobie Balina, należy odbić kolejne części Morii. Pod koniec misji gracz musi stoczyć zacięty pojedynek z Balrogiem. Prehistorycznego demona znacznie łatwiej jest pokonać grając czarodziejem Gandalfem.
Po zajęciu Morii gracz broni gondorskiego miasta Osgiliath, które jest ostatnią fortecą stojącą na drodze do zdobycia przez wojska Saurona Minas Tirith. Głównym celem misji jest bezpieczne odeskortowanie Froda z miasta, co umożliwi hobbitowi dalszą wędrówkę w celu zniszczenia Jedynego Pierścienia.
Orkowie zajmują Osgiliath i już nic nie stoi Sauronowi na przeszkodzie w drodze do Minas Tirith. Obrona stolicy Gondoru jest kolejną misją w kampanii dobra. Gracz ma za zadanie utrzymać pozycje przez określony czas, następnie zniszczyć wrogie wieże oblężnicze, by potem z każdą minutą cofać się w głąb miasta, broniąc go przed najeźdźcami. Ostatecznie udaje się odeprzeć szturm orków i Minas Tirith nie upada.
Podczas kolejnego poziomu gracz wciela się w rohańskiego wojownika, walczącego na Polach Pelennoru. Należy zniszczyć wieże oblężnicze, pokonać mumakile, a na końcu zmierzyć się z samym Wodzem Nazgûli. Podczas misji można wcielić się w Legolasa lub Éowinę.
Po zwycięstwie nad orkami pod Minas Tirith ludzie rozpoczynają marsz na Czarną Bramę. Lecz zanim uderzą na wrota Mordoru, będą musieli zająć Minas Morgul. Po wtargnięciu do nieprzyjacielskiej twierdzy zadaniem gracza będzie uwolnienie pobratymców z więzień i zniszczenie kryształów władzy. W wykonaniu tych celów ludziom będą próbowały przeszkodzić Nazgule.
Ostatnie zadanie, czekające na gracza podczas Wojny o pierścień to szturm na Czarne Wrota. Po odparciu ataków wroga celem jest pokonanie kapitanów orków. Następnie należy rozprawić się z Rzecznikiem Saurona i utrzymać pozycję do czasu, aż Frodo zniszczy w Górze Przeznaczenia Jedyny Pierścień.

### Narodziny potęgi Saurona
Wojskom Mordoru udaje się powstrzymać Froda przed zniszczeniem Jedynego Pierścienia. Sauron przystępuje do ostatecznej inwazji na Śródziemie, atakując i niszcząc między innymi Rivendell, Minas Tirith czy Shire.

## Dostępne klasy
- Wojownik – podstawowa jednostka w grze. Wojownicy posiadają miecz, niekiedy mogą rzucić w stronę wroga toporem. Istnieje kilka wzmocnionych ataków mieczem, między innymi ognista szarża.
- Zwiadowca – zwiadowcy mogą stawać się na pewien czas niewidzialni, a także zadawać od tyłu cios sztyletem, co najczęściej natychmiastowo uśmierca przeciwnika (do wyjątków należą m.in. trolle).
- Łucznik – łucznicy potrafią skutecznie zadawać obrażenia z dużej odległości. Mogą strzelać płonącymi, a także zatrutymi strzałami. Są też w stanie użyć kilku strzał jednocześnie.
- Mag – magowie atakują wrogów za pomocą błyskawic. Potrafią uderzać przeciwników różdżką, leczyć sojusznicze jednostki, czy wzniecać w wybranym miejscu ogień, rzucając kulą ognia.

## Ścieżka dźwiękowa
W grze wykorzystano muzykę skomponowaną przez Howarda Shore’a do trylogii filmowej.